# Iwelina Wasilewa
Iwelina Weselinowa Wasilewa, bułg. Ивелина Веселинова Василева (ur. 8 października 1969 w Burgasie) – bułgarska polityk i samorządowiec, deputowana, w latach 2009–2013 wiceminister, a od 2014 do 2017 minister ochrony środowiska i zasobów wodnych.

## Życiorys
W 1993 ukończyła filologię angielską na Uniwersytecie Sofijskim im. św. Klemensa z Ochrydy. Kształciła się następnie na studiach podyplomowych z zakresu wykorzystywania funduszy europejskich na Uniwersytecie Gospodarki Narodowej i Światowej w Sofii. Pracowała w bułgarskim przedsiębiorstwie telekomunikacyjnym należącym do Ericssona, m.in. kierując obwodem Burgas tej firmy. Później kierowała projektami dotyczącymi gospodarki wodnej w Burgasie. W 2009 objęła stanowisko zastępcy burmistrza tej miejscowości, odpowiadając za integrację europejską i ekologię.
Również w 2009 została wiceministrem ochrony środowiska i zasobów wodnych, funkcję tę pełniła do 2013. W wyborach w 2013 z ramienia partii GERB uzyskała mandat posłanki do Zgromadzenia Narodowego 42. kadencji. W przedterminowych wyborach w 2014 z powodzeniem ubiegała się o reelekcję. W listopadzie tegoż roku w drugim rządzie Bojka Borisowa objęła stanowisko ministra ochrony środowiska i zasobów wodnych. Zajmowała je do stycznia 2017. W marcu tegoż roku oraz w kwietniu 2021 po raz kolejny była wybierana do parlamentu.